# Estricnina Desenhos Animados
A Estricnina Desenhos Animados é uma produtora brasileira de desenhos animados fundada em 2003 por Pavão, Thiago Martins e Cazé Pecini. Ela começou como Drogaria MTV de Desenhos Animados produzindo séries de desenhos animados para MTV como Fudêncio e Seus Amigos e Megaliga MTV de VJs Paladinos. 

## História
Fundada por Thiago Martins, Marco Pavão e Cazé Peçanha, a Estricnina Desenhos Animados é um estúdio de animação especializado em séries de TV, filmes e animações para publicidade. 
Em 2003, Pavão e Thiago formaram a primeira equipe de animação da MTV Brasil, batizada de Drogaria MTV de Desenhos Animados, para produzir curtas em que os VJs da emissora eram super-heróis. Esses curtas posteriormente evoluíram para uma série própria, Megaliga MTV de VJs Paladinos, exibida de 2004 a 2007.
Com uma técnica própria de produção, foram pioneiros no desenvolvimento de séries animadas no Brasil e por muitos anos, os diretores com o maior número de episódios de animação brasileira exibidos na TV. Lá criaram, dirigiram, desenharam, roteirizaram e até mesmo fizeram as vozes de sucessos como Megaliga, Fudêncio e Seus Amigos, Infortúnio com a Funérea (talk show), Rockstar Ghost e The Jorges.
Em 2007, o estúdio se desvinculou da MTV Brasil e passou a se chamar Estricnina (no entanto, o antigo logo da Drogaria MTV continuou a ser usado até 2012). Desde então, passaram a desenvolver projetos próprios como Cheesegang, Soraya, Deadline e GigaBlaster (este último em parceria com o canal Gloob) e Te Prego Lá Fora, o Especial de Natal, em parceria com o grupo Porta dos Fundos para a Paramount+.

## Séries produzidas

### MTV
- Megaliga MTV de VJs Paladinos (2003-2007)
- Fudêncio e Seus Amigos (2005-2011)
- Infortúnio com a Funérea
- Rockstar Ghost (2007)
- The Jorges (2007-2008)

### Outras
- Gigablaster - 52 episódios de 15 minutos
- Painted Face - 26 episódios de 11 minutos
- Ivan e o Baú Mágico - 26 episódios de 11 minutos
- Ten Boy - 52 episódios de 11 minutos
- Cheese Gang - 52 episódios de 11 minutos
- Unicórnios e Dinossauros - 13 episódios de 11 minutos

- As Aventuras de Teleco e Teco no Planeta Alegria - 3 episódios de 15 minutos

## Produtores
- Thiago Martins
- Marco Pavão
- Flávia Boggio